# قرار مجلس الأمن التابع للأمم المتحدة رقم 1243
قرار مجلس الأمن التابع للأمم المتحدة رقم 1243، المتخذ بالإجماع في 27 أيار / مايو 1999، بعد النظر في تقرير الأمين العام كوفي عنان بشأن قوة الأمم المتحدة لمراقبة فض الاشتباك، مدد المجلس ولايتها لمدة ستة أشهر أخرى حتى 30 تشرين الثاني / نوفمبر 1999 .
ودعا القرار الأطراف المعنية إلى التنفيذ الفوري للقرار 338 (1973) وطلب من الأمين العام تقديم تقرير عن الوضع في نهاية تلك الفترة.
وجاء في تقرير الأمين العام للأمم المتحدة عملاً بالقرار السابق بشأن قوة الأمم المتحدة لمراقبة فض الاشتباك أن الوضع بين إسرائيل وسوريا ظل هادئًا ولم تقع حوادث خطيرة على الرغم من أن الوضع في الشرق الأوسط ككل ظل خطيرًا إلى أن يتم التوصل إلى تسوية.

## روابط خارجية
- نص القرار في undocs.org